# Ermita de la Virgen de la Estrella (Villa del Río)
La ermita de la Virgen de la Estrella es un templo católico ubicado a las afueras del municipio español de Villa del Río, en Andalucía. Se encuentra bajo el cerro Morrión, y está dedicado a la patrona de la ciudad, la Virgen de la Estrella, que se traslada en romería a la parroquia del municipio el 8 de septiembre, para regresar el segundo domingo de octubre.

## Historia
Según la leyenda, en 1495, cerca de una fuente en una zona llamada Monte Real, unos labradores se encontraron la imagen de la Virgen "de estilo mozárabe" y allí edificaron una primera ermita donde actualmente se encuentra el Humilladero. Esta zona se degradó en gran medida con el paso del tiempo, por lo que se decidió construir una nueva ermita más grande y más cercana a la villa, en el lugar del templo actual. Esta ermita se construyó en 1520, encargándose una nueva imagen gótica que sustituyó a la figura mozárabe, pero fue totalmente reconstruida entre los años 1738 y 1774, gracias a las donaciones de los ciudadanos.
El arquitecto pudo ser Juan del Río Leiva, ya que era el arquitecto diocesano en esta época, aunque no hay datos que lo confirmen. Realizada en estilo barroco popular, presenta una nave de planta de cruz latina, con bóveda de medio cañón y cúpula semiesférica sobre el crucero. Los últimos añadidos incluyen el atrio que se concluyó en el año 1800, la espadaña en 1900, la gran campana en 1917 y el nuevo pavimento en 1927.

## Retablo e imagen de la Virgen
La joya de la ermita es el retablo, realizado por Alonso Gómez de Sandoval en 1770, y del que solamente se conserva el ático y la coronación debido a un expolio sufrido durante la guerra civil española. También se perdió la imagen gótica de la Virgen, realizándose la actual por el escultor Juan Martínez Cerrillo en 1940.

Ocupaba todo el presbiterio y estaba realizada en madera dorada. Sobre un alto zócalo de piedra se encontraba el banco formado por un cuerpo de tres calles y sobre ellas el ático. En el banco y entre los basamentos estaban situados dos puertas, una a cada lado, una se utilizaba para servicio del altar, y la otra de acceso al camarín de la Virgen. En el centro del mismo se sitúa el Sagrario.
María de los Ángeles Clementson Lope

El retablo fue reconstruido, gracias a las fotos que se conservaban del original, por los arquitectos Rafael Valverde Luján y Manuel Valverde Serrano entre los años 2001 y 2006, con un gran esfuerzo debido al deterioro y a la presencia de termitas.

### Otras obras
En el interior del templo también se puede admirar unos lienzos de la Dolorosa y una Inmaculada del siglo XVIII, San Juanito del siglo XIX, Santa Ana y la Virgen niña del pintor local Pedro Bueno realizado en 1978, además de una Ascensión y San Francisco con los animales, ambas del pintor local Blas Moyano.